# 1-я Донская казачья дивизия
1-я Донская казачья дивизия — кавалерийское соединение в составе Русской Императорской армии. 
Штаб дивизии: Замостье. Входила в 19-й армейский корпус.

## История дивизии

### Формирование
- Сформирована в 1875 г. как Отдельная Донская казачья дивизия.
- В 1877 переименована в 1-ю Донскую казачью дивизию.

### Боевые действия
1-го августа 1914 г. дивизия переходит австрийскую границу, занимает район Белза и Нароля. Дивизия — активная участница Томашовской операции. Участвовала в Ченстохово-Краковской операции в ноябре 1914 г. и в Карпатской операции в январе - феврале 1915 г. Участвовала в Заднестровской операции 26 апреля - 2 мая 1915 г. Дивизия - активная участница майского наступления 1916 г.

## Состав дивизии
- 1-я бригада (Замостье)
  - 9-й Донской казачий генерал-адъютанта графа Орлова-Денисова полк
  - 10-й Донской казачий генерала Луковкина полк
- 2-я бригада (1903: Томашев; 1913: Замостье)
  - 13-й Донской казачий генерал-фельдмаршала князя Кутузова-Смоленского полк
  - 15-й Донской казачий генерала Краснова 1-го полк
- 1-й Донской казачий дивизион (Замостье)

## Командование дивизии
(Командующий в дореволюционной терминологии означал временно исполняющего обязанности начальника или командира. Должности начальника дивизии соответствовал чин генерал-лейтенанта, и при назначении на эту должность генерал-майоров они оставались командующими до момента своего производства в генерал-лейтенанты).

### Начальники дивизии
- 31.08.1875 — 30.07.1883 — генерал-адъютант, генерал-лейтенант Шамшев, Иван Иванович
- 01.09.1883 — 20.10.1893 — генерал-лейтенант Андриянов, Иван Алексеевич
- 09.12.1893 — 20.08.1898 — генерал-майор Греков, Митрофан Ильич
- 10.11.1898 — 05.08.1900 — генерал-лейтенант Орлов, Давид Иванович
- 18.09.1900 — 03.04.1907 — генерал-майор Поздеев, Ипполит Аполлонович
- 03.04.1907 — 07.07.1914 — генерал-лейтенант Вершинин, Алексей Львович.
- 18.07.1914 — 15.08.1914 — генерал-лейтенант Кузьмин-Короваев, Аглай Дмитриевич
- 15.08.1914 — 20.05.1916 — генерал-майор (с 13.07.1915 генерал-лейтенант) Чоглоков, Григорий Иванович
- 13.06.1916 — хх.хх.хххх — генерал-майор Греков, Пётр Иванович
- хх.06.1917 — хх.11.1917 — генерал-майор Попов, Владимир Петрович

### Начальники штаба дивизии
- 31.08.1875 — 04.09.1879 — полковник Иванов, Владимир Аполлосович
- 04.09.1879 — 16.06.1883 — и. д. подполковник (с 30.04.1880 полковник) Пржевлоцкий, Константин Ефимович
- 16.06.1883 — 17.03.1884 — полковник Байков, Лев Матвеевич
- 11.05.1884 — хх.хх.1887 — полковник Гибер фон Грейнфенфельс, Владимир Иванович
- 08.04.1887 — 02.07.1893 — полковник Васильев, Пётр Константинович
- 02.07.1893 — 04.03.1894 — полковник Карандеев, Валериан Александрович
- 06.03.1894 — 03.05.1898 — полковник Плешков, Михаил Михайлович
- 13.06.1898 — 21.12.1899 — полковник фон Клодт, Эдуард Карлович
- 22.02.1900 — 01.06.1904 — полковник Широков, Виктор Павлович
- 28.09.1904 — 28.10.1911 — подполковник (с 02.04.1906 полковник) Марченко, Владимир Иванович
- 01.12.1911 — 12.08.1913 — полковник Немов, Дмитрий Евдокимович
- 08.12.1913 — 17.01.1915 — подполковник (с 06.12.1914 полковник) Бензенгр, Александр Васильевич
- 17.01.1915 — 17.10.1915 — полковник Савельев, Виктор Захарьевич
- 05.03.1916 — хх.хх.1917 — полковник (с 16.06.1916 генерал-майор) Попов, Владимир Петрович
- 1917 — вр. и. д. подъесаул Ажогин, Василий Михайлович

### Командиры 1-й бригады
- 31.08.1875 — 30.12.1884 — генерал-майор Янов, Николай Петрович
- 10.04.1885 — 26.02.1886 — генерал-майор Иловайский, Иван Васильевич
- 23.07.1886 — 08.04.1890 — генерал-майор Леонов, Пётр Александрович
- 02.04.1890 — 22.01.1894 — генерал-майор Турчанинов, Василий Николаевич
- 22.01.1894 — 24.01.1900 — генерал-майор Калинин, Николай Матвеевич
- 09.03.1900 — 25.11.1904 — генерал-майор Иловайский, Николай Петрович
- 07.12.1904 — 20.01.1906 — генерал-майор Греков, Пётр Петрович
- 18.05.1906 — 17.01.1910 — генерал-майор Абрамов, Фёдор Фёдорович
- 17.02.1910 — 07.06.1911 — генерал-майор Дьяков, Николай Яковлевич
- 12.07.1911 — 11.09.1913 — генерал-майор Каменнов, Иван Иванович
- 11.09.1913 — 09.11.1913 — генерал-майор Лащилин, Никанор Аркадьевич
- 18.12.1913 — 15.02.1916 — генерал-майор Кунаков, Ефим Фёдорович
- 27.04.1916 — 26.03.1917 — командующий полковник Крюков, Иван Иванович
- 19.05.1917 — хх.хх.хххх — командующий полковник Толоконников, Илья Максимович

### Командиры 2-й бригады
- 31.08.1875-07.05.1877 — генерал-майор Свиты Е. И. В. Родионов, Виктор Алексеевич
- хх.07.1877-хх.хх.1878 — генерал-лейтенант граф Орлов-Денисов, Николай Фёдорович[8]
- 23.02.1878-02.03.1889 — генерал-майор Чернозубов, Григорий Фёдорович
- 30.05.1889-хх.хх.хххх — генерал-майор Слюсарев, Николай Александрович
- 08.04.1890-20.06.1890 — генерал-майор Леонов, Пётр Александрович
- 26.10.1890-19.08.1899 — генерал-майор Ягодин, Николаи Модестович
- 20.11.1899-12.06.1904 — генерал-майор Луизов, Иван Андреевич
- 25.06.1904-26.12.1911 — генерал-майор Болдырев, Степан Алексеевич
- 14.01.1912-17.12.1913 — генерал-майор Кунаков, Ефим Фёдорович
- 18.12.1913-06.10.1914 — генерал-майор Поляков, Константин Семёнович
- 06.10.1914-13.06.1916 — генерал-майор Греков, Пётр Иванович
- 09.09.1916-22.10.1917 — генерал-майор Хрещатицкий, Борис Ростиславович
- 22.10.1917 — хх.хх.хххх — командующий полковник Иванов, Матвей Матвеевич

### Командиры 1-го Донского казачьего дивизиона
- 18.12.1899—09.12.1901 — полковник Рытченков, Василий Александрович
- 04.04.1902—31.05.1906 — полковник Калинин, Николай Иванович[уточнить]
- 13.06.1906—15.05.1907 — полковник Краснов, Лукьян Васильевич
- 28.05.1907—11.06.1908 — полковник Иванков, Пётр Степанович
- 11.06.1908—22.10.1912 — полковник Евстигнеев, Николай Алексеевич
- 22.10.1912—06.11.1915 — полковник Марков, Пётр Алексеевич
- 05.12.1915—? — полковник Поляков, Александр Иванович